# Kapelle Cambs

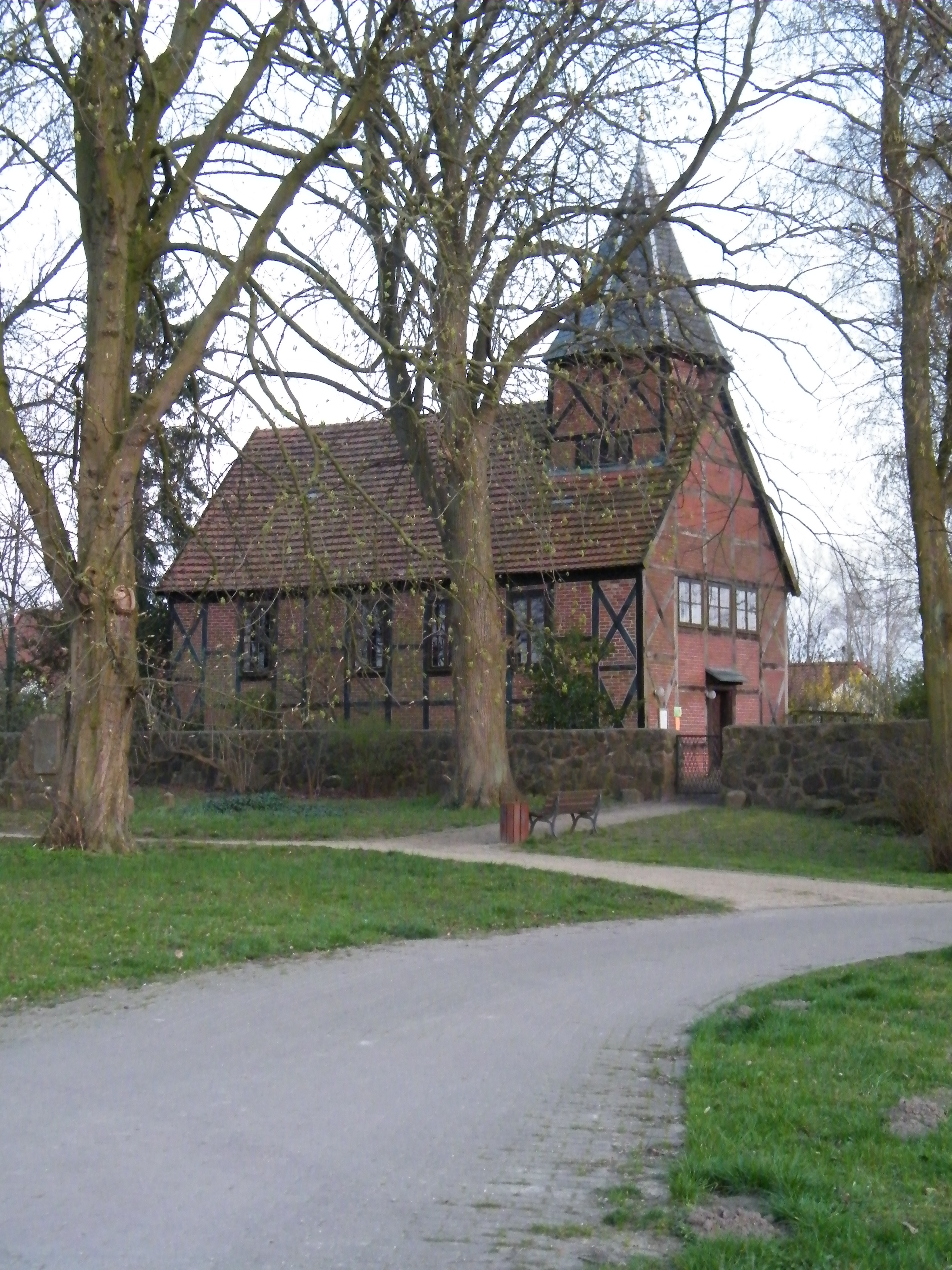
Kapelle von Cambs (2009)

Die Kapelle Cambs ist ein Kirchengebäude in Cambs, einer Gemeinde im Landkreis Ludwigslust-Parchim in Mecklenburg-Vorpommern. Das denkmalgeschützte Bauwerk gehört zur Evangelisch-Lutherischen Kirchengemeinde Zittow-Retgendorf in der Propstei Wismar im Kirchenkreis Mecklenburg der Nordkirche.

## Geschichte
Das Dorf Cambs am Nordufer des gleichnamigen Sees wurde erstmals 1331 erwähnt und befand sich damals im Besitz mehrerer Adelsfamilien, darunter von Preen, von Stralendorff, von Halberstadt und von Plessen. Bis 1795 blieb Cambs im Besitz derer von Plessen. Die Cambser Kapelle war bereits zu dieser Zeit eine Filiale (Tochterkirche) von Zittow, mit ihr die Kapellen von Langen Brütz, Zaschendorf und Brahlstorf. In Brahlstorf soll die Kapelle um 1750 abgebrochen worden sein.
Zwischen 1817 und 1889 erwarb die Familie Diestel elf Güter im näheren Umfeld. 1818 erwarb Johann Peter Heinrich Diestel auch das Gut mit Kirchenpatronat in Cambs. Von 1855 auf 1856 ließ Diestel die heutige kleine Fachwerkkirche erbauen.  Auch in Langen Brütz hatte der Cambser Gutsbesitzer Diestel 1859 einen schlichten Backsteinbau als Dorfkirche errichten lassen.
Da die Kapelle schon bei Schlie als unwichtiges Bauwerk angesehen wurde, hatte man sie nicht als Baudenkmal nach dem Denkmalschutzgesetz der DDR vom 19. Juni 1975 aufgenommen. In den Jahren von 1977 bis 1981 wurden durch die Kirchgemeinde umfangreiche Renovierungen vorgenommen. Nach den Dachreparaturen und der Erneuerung des Feldsteinsockels musste auch der westliche Fachwerkgiebel völlig erneuert werden. Im Kircheninnern wurden die Wände verputzt und gemalert, die Empore wieder eingebaut und der Fußboden mit Klinkerplatten verlegt. Kanzel, Altar, Gestühl und die Holzdecke restaurierte der Schweriner Schlossmaler Klemkow. Die Einweihung der Kirche in Cambs fand am 20. September 1980 statt, den Festgottesdienst hielt der Landessuperintendent Welligerhof.

## Baubeschreibung

### Äußeres
Die kleine rechteckige Fachwerkkirche von zwölf Achsen Länge und fünf Achsen Breite steht auf einem Mauerwerkssockel. Das Satteldach ist mit Biberschwanzdachziegeln eingedeckt und über dem Westgiebel durch einen quadratischen Dachturm bekrönt. Das achteckige Pyramidendach ist mit rechteckigen Schiefertafeln bekleidet und auf der Spitze mit einem Wetterhahn und einer Kugel versehen.
An den vier Ecken des Gebäudes, im Giebeldreieck und an beiden Turmseiten ist das Fachwerk zur Stabilität und als Ausschmückung mit Andreaskreuzen versehen. Die Nord- und Südwand haben je vier Kastenfenster mit Sprossenteilung.

### Inneres
Der längsrechteckige Innenraum ist mit einer flachen Balkendecke ausgestattet. Die Deckenbemalung stammt vom Anfang des 20. Jahrhunderts, ähnlich wie die stilistisch verwandte Malerei auf der Brüstung der Westempore. Das Bankgestühl weist Wangen in Empireformen auf, die denen in der Zittower Kirche vom Anfang des 19. Jahrhunderts gleichen.
Der Altaraufbau hat die Gestalt einer von Säulen gerahmten bemalten Rückwand mit einem hölzernen unterlebensgroßen Kruzifix und stammt sicher noch aus dem Vorgängerbau. Auch die beiden topfförmigen gegossenen zinnernen Altarleuchter, nach dem nebenstehenden Monogramm O. v. Plessen, eine Stiftung des Otto von Plessen aus dem späten 18. Jahrhundert. Die ehemalige Kanzel wurde bei der letzten Erneuerung demontiert und ihr Kanzelkorb auf ebener Erde aufgestellt. Die einzige kleine Glocke von 0,68 Meter Durchmesser wurde laut Inschrift 1855 bei J. C. Haack und Sohn in Rostock gegossen. Kirchenpatron war zu dieser Zeit Johann Peter Heinrich Diestel.
Während der Erneuerung des Innern der Kirche wurden bis 1981 auf der Westempore eine Winterkirche und im Untergeschoss Wirtschaftsräume eingebaut. Damit kann die Kapelle für vielfältige Veranstaltungen genutzt werden.

## Heutige Kirchengemeinde
Cambs mit der Kapelle gehört zur Kirchengemeinde Zittow-Retgendorf mit den Ortsteilen Ahrensboek, Alt Schlagsdorf, Brahlstorf, Buchholz mit Kirche, Flessenow, Holdorf, Karnin, Kleefeld, Langen Brütz mit Kirche, Leezen, Liessow, Neu Schlagsdorf, Panstorf, Rampe, Retgendorf mit Kirche, Eubow, Tessin und Zittow mit Kirche.

### Gedruckte Quellen
- Mecklenburgisches Urkundenbuch (MUB)

### Ungedruckte Quellen
- Landeshauptarchiv Schwerin (LHAS)
  - LHAS 5.12-7/1 Mecklenburg-Schwerinsches Ministerium für Unterricht, Kunst, geistliche und Medizinalangelegenheiten. Nr. 7484 Beitreibung der geistlichen Hebungen 1923.
- Landeskirchliches Archiv Schwerin (LKAS)
  - LKAS, OKR Schwerin, Specialia Abt. 1. Cambs, Kirchenkreis Schwerin, Nr. 1 Kapelle Cambs 1819–2002.
  - LKAS, OKR Schwerin, Specialia Abt. 4. Nr. 2, 3. Patronat über die Kirche zu Zittow und Kapelle Cambs 1836–1929.
  - LKAS, OKR Schwerin, Specialia Abt. 4. Nr. 4. Kirchen- und Schulwege von Rampe und Cambs nach Zittow 1831–1835.
  - LKAS, OKR Schwerin, Specialia Abt. 4. Nr. 8–10. Klagen des Pastors Sprengel auf Herausgabe von Kirchengeldern, Obligationen, Rechnungen und Schriften der Kirchen Zittow, Cambs und Langenbrütz 1764–1836.
  - LKAS, OKR Schwerin, Specialia Abt. 4. Nr. 11–14. Akten der Kommission in Sachen des Generalmajors von Plessen als Kirchenpatron zu Zittow und Cambs wegen Abhelfung der Unordnung bei diesen Kirchen 1772–1802.
  - LKAS, Landessuperintendentur Schwerin, specialia alt,
  - Nr. 415. Zittow, Cambs, Langen Brütz und Zaschendorf, Bauten, Orgel 1836–1866.
  - Nr. 416. Abrechnung und Einbeziehung der Kapelle Cambs 1819.
  - Nr. 417 Renovierung und Legung der Kapelle zu Cambs 1904–1912.
  - Nr. 418 Schulen und Anstellung der Lehrer 1832–1917.
  - Nr. 767 Bauverpflichtungen des Gutes Cambs als Patron der Kirche zu Zittow, 1777-1937.
- Landesamt für Kultur und Denkmalpflege Mecklenburg-Vorpommern (LADK)
  - Abteilung Landesdenkmalpflege, Archiv, Nr. 0632.